# کروکستون (مینه‌سوتا)
کروکستون  (به انگلیسی: Crookston) شهری در شهرستان پوک ایالت مینه‌سوتا در کشور ایالات متحده آمریکا است که جمعیت آن در سرشماری سال ۲۰۱۰ میلادی، ۷۸۹۱ نفر بوده‌است.